# Giwakwa
Giwakwa, Giwakwa ili Kee-wakw su zli ledeni divovi ljudožderi iz legendi kod južnoabenačkih plemena Abenaki, Penobscot, Malecite, Passamaquoddy. Prema većini legendi, Giwakwa je nekoć bio ljudsko biće koje je ili bilo opsjednuto zlim duhom ili je počinilo užasan zločin (osobito kanibalizam ili uskraćivanje hrane izgladnjeloj osobi), zbog čega mu se srce pretvorilo u led. U nekim legendama kod Abenakija, kameni divovi (Asinikiwakw) nisu bili transformirani ljudi, već iskonska čudovišta ljudožderi, koje je porazio kulturni heroj Gluskabi.
Ostalw varijante imena: Kiwakw, Kewahqu, Kee-wakw, Kewok, Kiwahq, Kewoqu, Kewawkqu', Kewawkgu, Kiwakwe, Kiwákwe, Kiwahkw, Kiwa'kw, Keewaqu', Kee-wowk, Kiawahq', Keewahkwee, Asinikiwakw, A-senee-ki-wakw. Isto i  Giwakweska, Giwakweskwa, ili Kiwakweskwa (ženski oblik), Kiwahqiyik (plural)